# Dictado

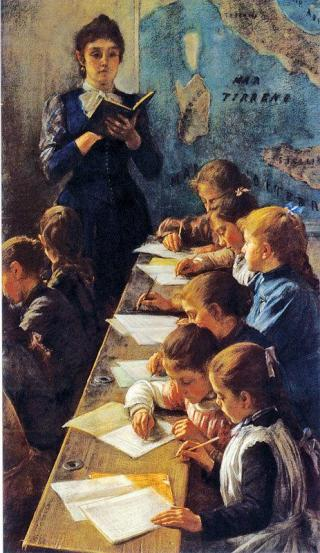
El dictado, Demetrio Cosola (1891)

El dictado es el proceso por el cual una persona lee en voz alta un texto coherente con un ritmo que permite a los oyentes copiarlo por escrito. Esta disciplina, esencialmente escolar, determina el nivel de ortotipografía, ortografía y gramática del alumnado. Además de la enseñanza de un idioma, el ejercicio del dictado también se ha utilizado para introducir a los estudiantes obras literarias y para inculcarles valores morales. El primer uso escrito conocido de la palabra se registró en 1581 y deriva del latín dictare ("pronunciar o declarar repetidamente").

## Metodología
El docente lee un texto en voz alta, en pequeños grupos de palabras, que los alumnos transcriben sobre la marcha. Cada grupo de palabras se lee primero lentamente, y luego se repite una o dos veces a velocidad normal. Al final, el profesor vuelve a leer el texto de principio a fin y el aprendiente dispone unos minutos para releer y corregir los errores. A continuación, se corrige el expediente de los alumnos y se puntúa según un baremo de puntos establecido por el profesor o por las autoridades administrativas. Los textos utilizados para el dictado suelen tener una longitud de unas quince o veinte líneas y pueden ser extraídos de un libro o compuestos especialmente para dicho fin.
Una vez entregado, se procede a la corrección y evaluación del dictado. El recitador puede optar por recoger el trabajo y evaluarlo por su cuenta o dejar que sean los propios alumnos quienes se califiquen a sí mismos. Este último proceso de autoevaluación es más rápido, aunque comporta a su vez varios inconvenientes: la letra del autor del dictado es indistinguible de la del evaluador y la severidad del evaluador puede estar en duda ya que recae en la misma persona.
En varios países francófonos como Francia, Bélgica, Suiza o Canadá se trata de una práctica habitual en las escuelas, remontándose a 1850. De esta forma, el dictado se presenta como un ejercicio de aprendizaje de la ortotipografía que permite evaluar no solo la ortografía sino también evaluar el conocimiento de los signos de puntuación. Asimismo, el dictado ha ganado popularidad como pasatiempo para los adultos, celebrándose certámenes y concursos de dictados (similares a los de deletreo) en varias naciones de habla francesa, así como en Polonia o Países Bajos.